# Martin Stenmarck
Martin Olof Jon Stenmarck, född 3 oktober 1972 i Täby, Stockholms län, är en svensk sångare och skådespelare. Stenmarck har firat framgångar som musikalartist och som sångare har han bland annat vunnit Melodifestivalen (2005).

## Biografi
Martin Stenmarck flyttade 12 år gammal 1985 till Dyltabruk i Örebro till sin far där han växte upp tillsammans med tre av sina 11 syskon. Han har musikaliskt påbrå. Hans mormor var Julie Bernby och hans morfar var Olof Gemvik. Stenmarck började tidigt med musik och hade som tonåring ett hårdrocksband som hette Lorien. Martin vann tillsammans med sin yngre bror David, talangtävlingen Talangen i Örebro 1991 och sedan den direktsända finalen i Åhus som sändes i Sveriges Television. Han var 1992 sångare i bandet Sha-Boom och släppte två singlar ihop med dem. Stenmarck flyttade tillbaka till Stockholm 1994 och arbetade som modell och som sjungande servitör på Wallmans Salonger där också karriären tog fart.
När han slutade där 1997, satte han, komikern Håkan Berg, musikern Micke Svahn och teknikern Joacim Fagerström upp en show som hette Showduellen. Den röda tråden i föreställningen var enkel, men varierades in absurdum: Martin, den talangfulle popstjärnan, blir störd av en gammal barndomskompis, den talanglöse Håkan som vill stjäla lite rampljus, varpå det mynnar ut i olika typer av bisarra tävlingar om publikens gunst. Resultatet var att Martin Stenmarck knappt fick sjunga mer än 15 sekunder på varje låt, innan någon oväntat inträffade, allt från att ett hål sågades i väggen med motorsåg, till att en gigantisk fiskmås trillade ned från taket. Så mycket sång blev det inte, men desto mer skratt.
Showduellen turnerade i Sverige under 1997 och 1998 och spelades vidare på Mosebacke 1998, Sommarnöje Örebro 1999, julshower på Teatrix 1999 och Gröna Lundteatern våren 2000.
Under 1997 var han även med i gruppen Jo-Dm vilka sjöng in ledmotivet med samma namn till tv-serien Vita lögner. 
Stenmarck har haft framgångar på musikalscenen. Han har spelat huvudrollen i bland annat Jesus Christ Superstar och West Side Story. Martin Stenmarck turnerade även flera somrar med Robert Wells show Rhapsody in Rock.
År 2005 deltog Stenmarck i Melodifestivalen, deltävling 3 i Skellefteå. Med låten "Las Vegas" gick han vidare till final och vann hela tävlingen. Han reste till Kiev, Ukraina, och representerade Sverige vid Eurovision Song Contest 2005 den 21 maj och slutade på en 19:e plats av 24 deltagande länder i finalen.
Han medverkade sommaren 2005 i showproduktionen Tältprojektet, som turnerade i ett stort cirkustält till Göteborg, Kalmar, Varberg, Malmö och Stockholm.
I september 2006 släppte han sin första singel på svenska, "7milakliv", som låg etta på svenska singellistan i tio veckor. Han fick inspirationen till låten efter en vild utekväll som avslutades i fyllecellen och en förundersökning för våld mot tjänsteman, något som Stenmarck själv kommenterar "Alla gör misstaget och dricker för mycket någon kväll... Och vem har inte velat slå ned en dörrvakt?". Singeln följdes upp av albumet 9 sanningar och en lögn som släpptes 25 oktober 2006. Detta var hans första (egna) album som innehåller låtar på svenska.
Han har även gjort den svenska dubbningen samt ett par låtar till Spirit - hästen från vildmarken, där han gör huvudrollen Spirit, samt Disneyfilmen Bilar, också där gör han huvudrollen Blixten McQueen.
Åren 2006–2012 turnerade han med revyn Ladies Night.
Martin Stenmarck har alltid haft ett stort idrottsintresse och 2010 gjorde han en uppmärksammad start i en av världens mest spektakulära tävlingar i mountainbike. Tillsammans med förbundskaptenen för MTB-landslaget Andreas Danielsson deltog han i det tio dagar långa loppet Yak Attack i Nepal. Tävlingen som går längs Annapurna Circuit når som högst 5416 meter över havet. Stenmarck och Danielsson slutade på en sjunde respektive åttonde plats. Den månadslånga resan som dokumenterades i film, foto och genom ljudinspelningar blev senare en produktion under namnet "Kaffe på Everest" som Martin producerade tillsammans med Andreas. I januari 2013 hade Kaffe på Everest sålt Platina. 
Stenmarck deltog i Melodifestivalen 2014 med låten "När änglarna går hem" och gick vidare till Andra chansen. I andra chansen blev han utslagen i duellen mot Linus Svennings "Bröder" och gick därför inte vidare till final.  I Melodifestivalen 2016 ställde han upp ännu en gång i deltävling 4 med låten "Du tar mig tillbaks". Han gick inte vidare och hamnade istället på sjätte plats.

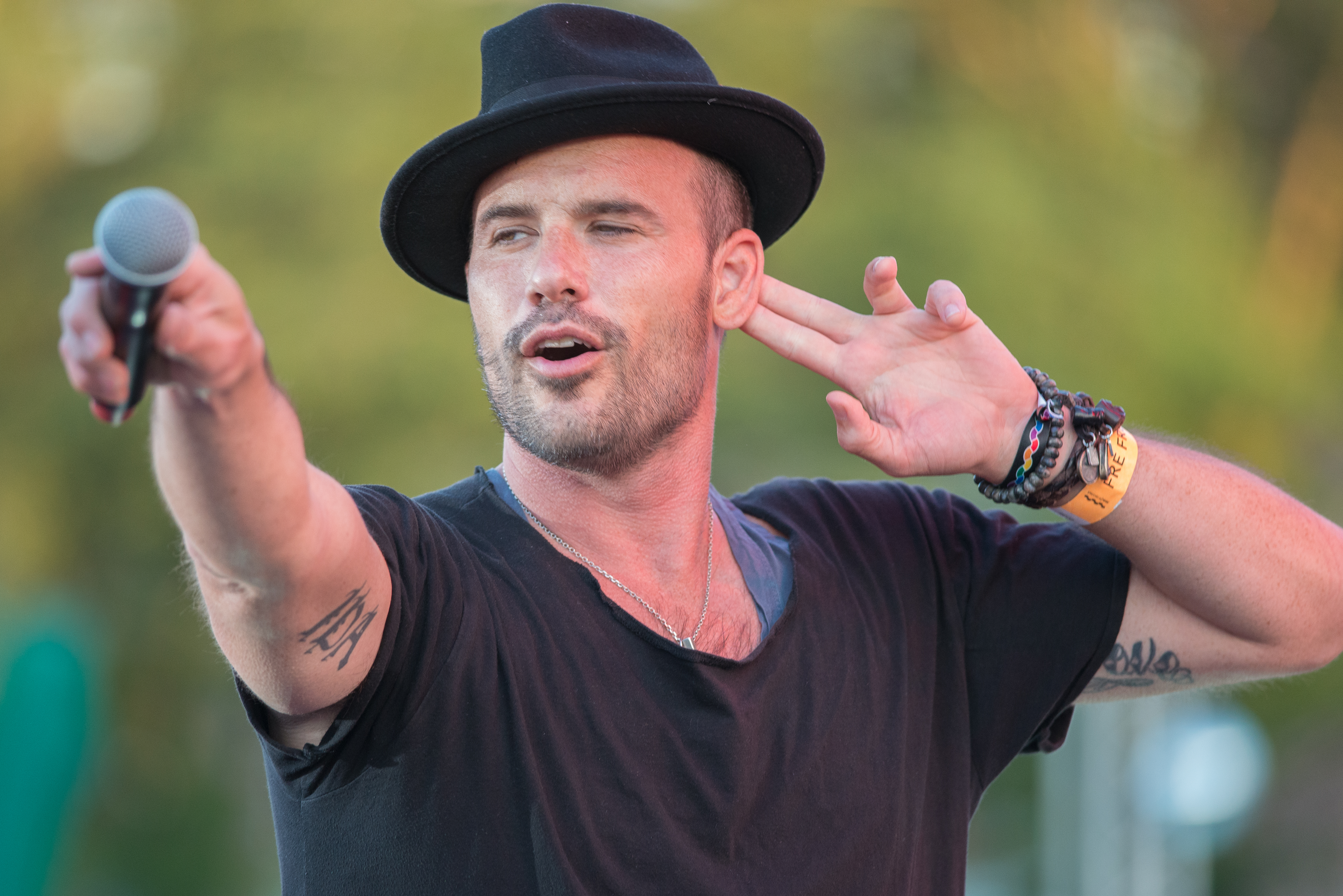
Martin Stenmarck på Stockholm Pride 2014

Han tävlade i Melodifestivalen 2019 med låten "Låt skiten brinna" i tredje deltävlingen. Han tog sig vidare till Andra chansen men åkte där ut i duell med Lisa Ajax.
Vintern 2021 var Stenmarck programledare för musikgalan Don't Stop the Music i TV4.

## Familj
Martin Stenmarck är dottersonson till advokaten Edvin Stenmarck. Han var gift med artisten Hanna Hedlund. Tillsammans har de tre barn. I juni 2021 meddelade paret att de har separerat.

## Diskografi

### Singlar
- 1990 - "En bomb"  / "Breakdown"
- 1992 - "You Bring Me Down" / "A Night I'll Never Forget" (med Sha-Boom)
- 1992 - "Crying" / "All for Nothing" (med Sha-Boom)
- 199x - "Vita Lögner" (med Jo-DM)[21]
- 2002 - "The Cure For You"
- 2002 - "Losing Game"
- 2003 - "I'm Falling"
- 2004 - "I ljus och mörker" (tillsammans med Viktoria Krantz)
- 2004 - "I Believe"
- 2005 - "Las Vegas" #1 (1 vecka)
- 2006 - "7milakliv" (2 x PLATINA) #1 (4 veckor)
- 2006 - "Nästa dans"
- 2007 - "Ta undulaten"
- 2007 - "Hand i hand" (tillsammans med Søs Fenger)
- 2007 - "100 år från nu (Blundar)" (GULD)
- 2007 - "Rubb och stubb"
- 2008 - "A Million Candles Burning"
- 2009 - "1000 nålar"
- 2010 - "Andas"
- 2010 - "Everybody's Changing"
- 2011 - "Tonight's the Night"
- 2014 - "När änglarna går hem"
- 2014 - "Sommarbarn"
- 2016 - "Du tar mig tillbaks"

### Album
- 2001 - One
- 2004 - Think of Me
- 2005 - Think of me (inkl singeln Las Vegas)
- 2005 - Upp & ner sånger
- 2006 - 9 sanningar och en lögn
- 2007 - 9 sanningar och en lögn (Nyutgåva med tre exklusiva remixer)
- 2007 - Det är det pojkar gör när kärleken dör
- 2009 - Septemberland
- 2011 - Kaffe på Everest
- 2012 - Decembersånger (Julskiva i samarbete med London Philharmonic Orchestra till förmån för Childhood)
- 2015 - Härifrån ser jag allt!

## Filmografi
- 1984 – Den oändliga historien (röst)
- 2002 – Spirit - Hästen från vildmarken (röst)
- 2006 – Bilar (röst)
- 2011 – Bilar 2 (röst)
- 2014 – Kärlek deluxe[22]
- 2017 – Bilar 3 (röst)
- 2019 – Finaste familjen (TV-serie)
- 2020 – Scoob! (röst)
- 2020 – Klassfesten (TV-serie)
- 2020 – Lyckoviken (TV-serie)
- 2022 – Bilar på väg (TV-serie) (röst)

## Teater

### Roller
- 1997 – Tony i West Side Story av Leonard Bernstein, Stephen Sondheim och Arthur Laurents, regi Richard Herrey, Oscarsteatern[6]